# Puustellinsaari (ö i Kymmenedalen)
Puustellinsaari är en ö i Finland. Den ligger i sjön Arrajärvi och i kommunen Itis i den ekonomiska regionen  Kouvola ekonomiska region  och landskapet Kymmenedalen, i den södra delen av landet, 110 km nordost om huvudstaden Helsingfors. Öns area är 4,4 hektar och dess största längd är 0,6 kilometer i nord-sydlig riktning.